# Войнеску
Войнеску (рум. Voinescu) — село у Гинчештському районі Молдови. Утворює окрему комуну.

## Населення
За даними перепису населення 2004 року у селі проживали 2762 особи.
Національний склад населення села:
| Національність       | Кількість осіб | Відсоток |
| -------------------- | -------------- | -------- |
| молдавани            | 2755           | 99,7%    |
| росіяни              | 5              | 0,2%     |
| інша / без відповіді | 2              | 0,1%     |
| Всього               | 2762           | 100%     |